# 巫皋
巫皋（？—？），名皋，晋国梗阳的巫师。
前555年秋季，齐灵公进攻鲁国北部边境。晋国中军将荀偃准备进攻齐国，他梦见与被自己杀死的晋厉公争讼，没有胜诉。晋厉公用戈攻击荀偃，荀偃的头掉在身前，他跪下来将头颅安在脖子上，两手捧着头走路，遇见了梗阳的巫皋。过了几天，荀偃在路上遇见巫皋，和巫皋谈起做梦的情况，居然和巫皋的梦一样。巫皋说：“今年主上一定会死，如果在东边有战事，那是可以如愿的。”荀偃答应了。荀偃不久后带兵伐齐，在得胜回国的途中去世。